# Цянь Сюесень
Цянь Сюесень (кит.: 钱学森 Qián Xuésēn; 11 грудня 1911, Ханчжоу — 31 жовтня 2009, Пекін) — китайський вчений, ключова фігура в створенні міжконтинентальних балістичних ракет, учасник космічної програми США і основоположник космічної програми Китаю. У документах НАСА на нього зазвичай посилаються як на H.S.Tsien. Цянь був одним з піонерів космічної науки у Китаї, визнаним міжнародним авторитетом в авіакосмічній та аеродинамічній галузях. Його досягнення у сферах прикладних механізмів і систем, інженерної кібернетики зробили видатний внесок у розвиток китайської аерокосмічної науки. Він відігравав провідну роль у розробках, виробництві та випробуваннях ракет-носіїв, керованих ракет і супутників.

## Життєпис
Народився в Ханчжоу (Чжецзян). Батько, робітник освіти Цянь Цзячжи 钱家治 (1882-1969) навчався в Японії та знався із Лу Сінєм. З 1914 вся родина переїхала до Пекіну, де Цянь Цзячжи був прийнятий до Бейянського уряду. Там молодий Цянь закінчив школу. У 1929 Сюесень поступив до Шанхайського Транспортного Університету. Через хворобу перервав заняття наступного року та лікувався у Ханчжоу, за традиційними китайськими методами. Останні викликали в Цяня глибоку зацікавленість, яка збереглася протягом багатьох років.
Цянь Сюесень закінчив університет у 1934 та наступного року вирушив вивчати авіоніку у США. Цянь Сюесень закінчив Массачусетський технологічний інститут, отримавши звання магістра, а потім Каліфорнійський технологічний інститут, отримавши ступінь доктора аеронавтики. У 1940-х Цянь був у числі засновників Лабораторії реактивного руху. Є одним з авторів ідеї ядерного авіаційного двигуна, пілотованих космічних польотів, надшвидкісного пасажирського авіалайнера. Американський період біографії цієї людини незвичний не лише цим, а й тим, що коли США вступили у Корейську війну, керував ракетним відділом Консультативної ради національної оборони, був полковником ВПС США; наприкінці війни був членом місії, відправленої до Німеччини для вивчення успіхів Третього рейху в галузі ракетобудування.
У 1946 році Цянь тимчасово повернувся до Китаю, але не був задоволений позицією вуніверситеті Цзяотун, яку йому запропонували, після чого повернувся до США. Дозвіл на постійне перебування в США він отримав лише у 1947 році.
У 1950 році, після приходу комуністів до влади в Китаї, ФБР США під час перевірки Сюесеня на благонадійність запитала його щодо намірів повернутися до Китаю. Сюесень заперечував такі наміри; але у квітні 1950 року його папери та наукову літературу було перехоплено у Гонолулу під час переправки до Гонконгу. Подальше розслідування виявило, що Цянь намагався потайком дістатися Гонконгу, звідки, як подозрювало ФБР, він планував перебратися до Китаю.
7 серпня 1950 року Цянь Сюесеня було заарештовано у Лос Анжелесі; легальною підставою для такого рішення було порушення декларацій під час еміграції. Однак парадокс ситуації полягав у тому, що формально тимчасове затримання до виконання наказу про депортацію було вжите саме для запобіганню еміграції до Китаю. Така ситуація викликала обурення чисельних друзів Цянь Сюесеня; до того ж, папери, які було перехоплено в Гонолулу, не містили секретних даних.
Такий невизначений статус тривав до серпня 1955 року, коли під час перемов у Женеві США та Китай домовилися про його обмін на кількох пілотів ВПС США, яких було збито в Китаї. Формально заборону на виїзд для Сюесеня зняли 4 серпня 1955 року, після чого він відразу ж заявив про свій намір повернутися до комуністичного Китаю, і 17 вересня 1955 року Цянь Сюесень з родиною залишив США.
У Китаї Цянь Сюесень очолив особливий підрозділ міністерства оборони, що займається ракетно-космічною програмою і став відомий як «батько китайської космонавтики». Був засновником технічних навчальних закладів нового сучасного типу і підготував плеяду китайських вчених, які забезпечили значні успіхи Китаю в освоєнні космічного простору.
Перші китайські ракети, побудовані під керівництвом Цянь Сюесеня, були фактично копіями радянських. Проте, після розриву з СРСР в 1960 році (пізніше висловлювалися припущення, що основною причиною конфлікту стало саме «ядерне питання») Китай став розвивати власні ракетні технології. Перші випробування китайської ядерної зброї були проведені в 1964 році, перший супутник запущений в 1970-му.
У 1964 році Цянь Сюесень потрапив на сторінки газет як батько китайської ядерної програми. Насправді, це було непорозуміння, яке було викликане зовнішньою схожістю та подібністю романізації з Цянь Саньцяном; однак, цей міф ще й досі повторюється у частині публікацій.
Цянь вийшов у відставку в 1991 і жив малопублічним життям в Пекіні. У 2003 році Китай став третьою країною, що самостійно відправила людину в космос (після СРСР і США). У 2007 році китайці запустили власний штучний супутник Місяця. За першою подорожжю китайського космонавта Цянь спостерігав з лікарняного ліжка, але доклав до неї своїх зусиль.
На честь його названий астероїд 3763 Цяньсюесень, відкритий 14 жовтня 1980 року в обсерваторії Цзицзіньшань. У фантастичному романі А. Кларка «2010: Одіссея Два» китайській космічний корабель носить його ім'я.

## Виноски
1. 1 2 3 4 5 6 7 8 9  Математичний генеалогічний проєкт — 1997.
2. 1 2 3  Помер "батько" китайського ракетобудування та атомної бомби[недоступне посилання з липня 2019]
3. ↑  
Biographies of Aerospace Officials and Policymakers. NASA. Архів оригіналу за 16 березня 2012. Процитовано 31 жовтня 2009.
4. ↑  Афанасьев. Китайская народная республика: «Алеет Восток». Архів оригіналу за 15 вересня 2008. Процитовано 31 жовтня 2009.
5. ↑  Perrett, Bradley. Qian Xuesen Laid Foundation For Space Rise in China. Aviation Week & Space Technology. Архів оригіналу за 21 травня 2011. Процитовано 8 квітня 2022. [Архівовано 21 травня 2011 у Wayback Machine.]
6. ↑  Космическая программа Китая. Архів оригіналу за 3 травня 2008. Процитовано 31 жовтня 2009.